# Hove (Jork)
Hove (niederdeutsch Hoov), bestehend aus Klein und Groß Hove, ist ein Ortsteil der Gemeinde Jork im Alten Land im niedersächsischen Landkreis Stade.

## Geografie und Verkehrsanbindung
Hove wurde als Deichhufendorf entlang der Este angelegt, d. h., die parallelen Hufen lagen auf der dem Deich gegenüber liegenden Straßenseite. Der Ort liegt südöstlich des Kernortes Jork an der Landesstraße L 140. Eine Klappbrücke führt die L 140 über die durch den Ort fließende Este, einem linken Nebenfluss der Elbe. Die Entfernung zur nördlich fließenden Elbe beträgt 3,5 km, die Entfernung zur östlich verlaufenden Landesgrenze zu Hamburg 2,5 km. Südwestlich verläuft die A 26 und etwas weiter südwestlich die B 73.
Nördlich liegt das ehemalig 68 ha große Naturschutzgebiet (NSG) Borsteler Binnenelbe und Großes Brack - jetzt Teil des 7644 Hektar großen NSG Elbe und Inseln, südlich das 1317 ha große NSG Moore bei Buxtehude und südöstlich – auf Hamburger Gebiet – das 737 ha große Naturschutzgebiet Moorgürtel.

## Wappen
Das Wappen von Hove besteht aus einem roten Wappenschild, auf welchem in weiß ein typisch Altländer Giebelschmuck abgebildet ist, welcher zwei sich zugewandte Schwäne darstellt. Der Giebelschmuck ist so oder ähnlich noch auf einigen traditionellen Bauernhäusern im Alten Land vorhanden.